# Malmö Allmänna Idrottsförening
Malmö Allmänna Idrottsförening forkortet Malmö AI eller MAI er en atletik klub i Malmø. Den er en af Sveriges største atletikklubber og vært for den årlige MAI-gala.

## Kendte MAI profiler
- Patrik Lövgren
- Jimisola Laursen
- Linus Thörnblad
- Mattias Sunneborn
- Jimmy Nordin
- Daniela Lincoln-Saavedra
- Ricky Bruch
- Jesper Fritz
- Nick Ekelund-Arenander

Danskeren Jeppe Thomsen bor i Malmø og løber for Malmö AI. I 2009 vandt han det svenske mesterskab med MAI på 4 x 1500 meter stafet.

## Eksterne links
- Malmö AI – officiel site